# أكيرا موتو
أكيرا موتو (باليابانية: 武藤章؛ بالكانا: むとう あきら) هو عسكري ياباني، ولد في 15 ديسمبر 1892 في كوماموتو في اليابان، وتوفي في 23 ديسمبر 1948 في سجن سوجامو في اليابان بسبب شنق.